# Římskokatolická farnost Libštát
Římskokatolická farnost Libštát je územním společenstvím římských katolíků v rámci jilemnického vikariátu královéhradecké diecéze.

## O farnosti

### Historie
Kostel sv. Jiří v Libštátě byl vystavěn v letech 1787-1789.

### Duchovní správci
- 1956–1991 R.D. Josef Švejda (11. 1. 1921 - 4. 12. 1991) (administrátor)
- 1991–2006 R.D. Václav Hušek (19. 4. 1939 - 16. 4. 2017) (administrátor ex currendo)
- 2006–současnost R.D. Mgr. Evermod Jan Sládek, O.Praem (administrátor ex currendo)

### Současnost
Libštátská farnost je administrována ex currendo z Lomnice nad Popelkou.
| Kostel                         | Místo    | Bohoslužba             | Bohoslužba             | Poznámka        |
| ------------------------------ | -------- | ---------------------- | ---------------------- | --------------- |
| Kostel Nejsvětější Trojice     | Čikvásky | neslouží se pravidelně | neslouží se pravidelně | filiální kostel |
| Kostel sv. Jakuba Staršího     | Košťálov | neslouží se pravidelně | neslouží se pravidelně | filiální kostel |
| Kostel sv. Jiří                | Libštát  | neděle čtvrtek         | 11.00 18.00            | farní kostel    |
| Kaple sv. Antonína Paduánského | Svojek   | neslouží se pravidelně | neslouží se pravidelně | obecní kaple    |